# Dimerodontium pellucidum
Dimerodontium pellucidum är en bladmossart som beskrevs av Mitten 1869. Dimerodontium pellucidum ingår i släktet Dimerodontium och familjen Fabroniaceae. Inga underarter finns listade i Catalogue of Life.